# ハーナイ
ハーナイ（英語: Hānai）とは、ハワイの文化で使われる言葉で、ある人を別の人が非公式に養子縁組することを指す。
ハワイの文化では、ハーナイは歴史的に、ある家族が自分の子供を他の家族にハーナイすることを意味する。そのため、家系図を辿るのがやや複雑になっている。
ウィノナ・ビーマーが、カメハメハ・スクールでハーナイの問題と入学との関連性について話したとき、彼女は自分の肉親にハーナイが行われていたことを直接知っていた。カリコ・ビーマー＝トラップはイングランドで生まれ、実の母親と一緒にアメリカ合衆国に移住してきた。ビーマーがカリコを彼女の家族にハーナイすることを決めたときは、特別なハーナイの儀式であった。
タヒチ人やマオリ族など、他のポリネシア文化圏でも同様の養子縁組が行われている。